# 蚀绡蝶属
蚀绡蝶属（学名：Athyrtis）是蛱蝶科下的一个属。

## 下属物种
本属包括以下物种：
- 蚀绡蝶 Athyrtis mechanitis C.Felder & R.Felder, 1862